# ضفدع مستنقعات فلوريدا
ضفدع مستنقعات فلوريدا أو ضفدع أوكالوسي (الاسم العلمي: Rana okaloosae) (بالإنجليزية: Florida bog frog)‏ هو نوع من الحيوانات يتبع جنس الضفدع الحقيقي من فصيلة الضفادع الحقيقية.
سمي هذا النوع نسبةً إلى مقاطعة أوكالوسا في ولاية فلوريدا في الولايات المتحدة الأمريكية.